# Stokkseyri
Stokkseyri ([ˈstɔxsˌeiːrɪ, ˈstɔks-]) es una aldea en Islandia suroccidental. 

## Geografía y territorio
Fue fundada en el año 900 por Hásteinn Atlason. Fue una importante localidad pesquera y comercial durante la colonización de la isla, y ahora es sobre todo una atracción turístca. La ciudad está fundada en el Þjórsá Lava. El Faro de Knarrarós, con su mezcla de funcionalismo y de art nouveau, se encuentra en los alrededores. Es sede del equipo de fútbol UMF Stokkseyri.